# Emmerthal
Emmerthal er en by og kommune i det centrale Tyskland, beliggende under Landkreis Hameln-Pyrmont i delstaten Niedersachsen. Kommunen ligger ved floden Weser, omkring 6 km syd for Hameln. Hovedby i kommunen er landsbyen Kirchohsen. Emmerthal består af 17 tidligere selvstændige kommuner på begge sider af Weser i Naturpark Weserbergland.

## Historie
I et område på Bückeberg, holdt nazisterne Det 3. riges høstfester.

## Kultur og seværdigheder
Landskabet i Emmerthal er præget af sidedalene til floden Emmer og dalene til Weser og Ilse samt skovene på Bückeberg, Scharfenberg, Hellberg, Ruhberg, Baßberg og Grohnder Forst. Emmerthal ligger ved cykelruten Weserradweg samt turistruten Straße der Weserrenaissance.

### Bygninger
- Schloss Hämelschenburg er et hovedværk i Weserrenæssancen og et af de sidste bevarede renæssanceanlæg i Tyskland.
- St. Marienkirche ved Schloss Hämelschenburg, er en af de ældste protestantiske kirker i Nordtyskland.

## Eksterne kilder og henvisninger
- Wikimedia Commons har flere filer relateret til Emmerthal